# 孙琬钟
孙琬钟（1930年8月—2023年1月1日），男，河北怀来人，中华人民共和国政治人物，曾任最高人民法院民事审判第一庭庭长、最高人民法院刑事审判第二庭庭长、最高人民法院审判委员会委员，国务院法制局党组书记、局长，中国法学会常务副会长，第七、八届全国人大代表。